# Les Facteurs de Middlemost
Les Facteurs de Middlemost (Middlemost Post) est une série télévisée d'animation américaine en 20 épisodes de 22 minutes créée par John Trabbic III et diffusée depuis sur Nickelodeon le 9 juillet 2021.
En France, la série est diffusée depuis le 30 mars 2022 sur Nickelodeon France.

## Synopsis
Parker J. Cloud, un ancien nuage de pluie, son ami Angus, un facteur naufragé, et son morse de compagnie magique, Russell, forment les Facteurs de Middlemost. Tous livrent du courrier dans tout le Mont Middlemost. 

## Distribution

### Voix originales
- Becky Robinson : Parker J. Cloud
- John DiMaggio : Angus Roy Shackelton
- Lily : Kiren
- Colton Dunn : Mayor Peeve
- Johnny Pemberton : Ryan

### Voix françaises
- Cécile Florin : Parker J. Cloud
- Benoit Van Dorslaer : Angus Roy Shackleton
- Erwin Grunspan
- Fabian Finkels
- Jean-Claude Clerbois
- Léoppold Gaza
- Maxime Donnay
- Michel Hinderyckx
- Monia Douieb
- Muriel Vanbersy
- Olivier Premel
- Peppino Capotondi

- Version française
  - Société de doublage : Lylo
  - Direction artistique : Sophie Jallet
  - Adaptation des dialogues : Marie-Ange Teuwen

## Production
Le 16 juin 2020, Nickelodeon a annoncé qu'il avait commandé la série au directeur du storyboard de Bob l'éponge, John Trabbic III. La série de 20 épisodes est produite par Nickelodeon Animation Studio, le travail étant effectué à distance pendant la pandémie du COVID-19. L'animation est réalisée par Yowza et l'animation au Canada. 
Le 18 mars 2021, il a été révélé via l'émission initiale de Nickelodeon en 2021 que la série serait diffusée en juillet 2021. 
Le 17 juin 2021, il a été annoncé que la série serait diffusée le 9 juillet 2021 et la première bande-annonce de la série a été publiée.
Le 24 mars 2022, la série a été renouvelée pour une deuxième saison de 13 épisodes.

### Fiche technique
- Titre français : Les Facteurs de Middlemost
- Titre original : Middlemost Post
- Création : John Trabbic III
- Réalisation : Howie Perry, Adrian Thatcher
- Scénario : Dave H. Jonhson
- Direction artistique : Crista Castro
- Son : Ryan Greene, Manny Grijalva
- Montage : Ann Hoyt, Erik Petraitis
- Casting : Lorena Gallego
- Musique : Matt Mahaffey
- Production : Dave H. Johnson, John Trabbic III, Douglas Shorts
- Sociétés de production : Nickelodeon Animation Studio
- Sociétés de distribution :
- Pays d'origine :  États-Unis
- Langue originale : anglais
- Format : couleur - HDTV - 16/9 - Dolby Digital 5.1
- Genre : Série d'animation, Aventure, Comédie
- Nombre de saisons : 1
- Nombre d'épisodes : 20
- Durée : 22 minutes
- Dates de première diffusion :
  - États-Unis : 9 juillet 2021
  - France : 30 mars 2022

## Épisodes

### Saison 1 (2021-2022)
1. Première distribution / La Corvée des corvées (First Delivery / Chore or Less)
2. BURT ! La Comédie musicale / Le repos du dimanche (BURT! The Musical / Sunday No Funday)
3. Le Robot facteur / Un nuage qui fait boum (POSTBOT 3000 / Boom Goes the Cloud)
4. Un robot nommé Moustache / Comment Angus est redevenu grand (I Named It Whiskers / How Angus Got His Groove Back)
5. Une dent en moins / Le Middlemost Toast (The Tooth Hurts / The Middlemost Toast)
6. Mon ami, Mimi / Lettres d'amour (My Buddy, Buddy / Love Letters)
7. Parker broie du noir / La Dame de l'Arbre (Darker Parker / Lady in the Tree)
8. Soirée Pyjama / Le Grand B (The Sleepover / The "B" Word)
9. Le Meilleur Ami des chiens / Pas très en forme (Dog's Best Friend / Out of Shape)
10. Vacances Premium / Le Toast de l'Année (Premium Parker / Toast of the Town)
11. Ariel l'exploratrice / Cherchez la petite bête (Ariel Force One / Itsy Bitsy)
12. Ils s'appellent tous Reggie / La même rengaine (They're All Named Reggie / The Same Ol' Same)
13. Le Nuage du mois / Plombier (Cloud of the Month / A. Plumber)
14. Histoires d'Halloween / Le Concours de citrouilles (Scary Stories to Tell Your Cloud / The Pumpkin Pageant)
15. Souviens-toi, le dernier défi-courrier ! (I Know What You Did Last Mail-Off)
16. Dolores Bougonne / P.I.R.A.T.E. (Dolores Moody / P.I.R.A.T.E.)
17. À l'intérieur de Russell / Les Chroniques du Trou Béant (Inside Russell / The Stinkhole Chronicles)
18. Parker sauve Noël (Parker Saves Christmas)
19. Un poil adulte / Panique chez le dentiste (Hair Today, Gone Tomorrow / Dentist Trip)
20. Un amour de Sauce / Supernimbus contre Brumzilla (Ranch on the Side / King Cloud vs. Smogzilla)

### Saison 2 (depuis 2022)
1. Titre français inconnu (Money is Such a Beautiful Word / Ultimate Fighting Cloud)

### Shorts (2021)
1. Titre français inconnu (Challenges)
2. Titre français inconnu (Unboxing)
3. Titre français inconnu (D.I.Y.)
4. Titre français inconnu (Travel)
5. Bienvenue (Welcome)
6. Ne Zappez Pas ! (Skip Ads)